# الريابنة
الريابنة قرية ريفية تابعة لمعتمدية بوسالم في الشمال الغربي لتونس بولاية جندوبة. توجد بالريابنة المدرسة 	الابتدائية المرجى.